# Deadpool
Deadpool (Wade Winston Wilson) er en fiktiv person, lejesoldat og antihelt som optræder i tegneseriealbum fra Marvel. Han er en lejesoldat, en rogue eller antihelt, afhængig af kontekst. Han optrådte først gang i den amerikanske tegneserie The New Mutants # 98 i februar 1991. Figuren blev skabt af Fabian Nicieza og Rob Liefeld.
Han er en vansiret og mentalt ustabil lejesoldat, som oprindelig optrådte som skurk i en udgave af New Mutants, og senere i X-Force. Han har senere medvirket i flere pågående serier, og optræder gerne i de samme serier som for eksempel Cable.
Deadpool er kendt for sin snaksagelige natur og hans tendens til at "bryde den fjerde væg", som bruges af forfattere for at skabe en humoristisk effekt.
I året 2016, samme år som Deadpool filmen udkom, kom der meget snak omkring karakteren, efter skuespilleren Ryan Reynolds, som spiller rollen som Deadpool i spillefilmen, udtalte at det ville være fedt hvis Deadpool fik en mandlig kæreste, under et interview.[kilde mangler] Dette har fået flere til at kategorisere Deadpool som Panseksuel, på trods af at der endnu ikke har været nogle kanon beviser på dette, udover hans gentagende flirt med mandlige superhelte som bl.a. Spider-Man.

## Modtagelse
Deadpool blev rangeret som nummer 45 på Empires liste over de 50 bedste tegneseriefigurer, og nummer 31. på IGNs liste over de 100 største tegneseriehelte. (Deadpool har flere navne, blandt andet "The merc with a mouth")

## Film
Deadpool er med i filmene X-Men Origins: Wolverine, Deadpool, og Deadpool 2, hvor han bliver spillet af Ryan Reynolds. Disse film foregår alle i X-Men filmserien.